# Libra (album Horrida)
Libra – debiutancki album grupy muzycznej Horrida wydany 28 października 2003 roku. Powstał w okresie zainteresowania muzyków rockiem gotyckim. Autorką tekstów utworów była "Dominique", natomiast muzykę stworzyli wspólnie członkowie zespołu Horrida. Album nigdy nie został oficjalnie wydany przez żadną wytwórnię płytową.

## Lista utworów
1. „Intro”
2. „Bezradność”
3. „Między bajkami”
4. „Iluzja”
5. „Sen”
6. „W niepamięć”
7. „Upiór”
8. „Elizabetha”
9. „Zakazane pragnienia”
10. „Skłonności”
11. „Zwyciężył znów on”
12. „Wiedźma”
13. „Odchodząc...”

## Twórcy
- Dominika "Dominique" Machej (Macura) – śpiew
- Damian "Damien" Machej – gitara elektryczna, programowanie
- Grzegorz Goły – gitara basowa
- Remigiusz Machej – gitara elektryczna
- Karol Niezgoda – perkusja